# Маріс Ясс
Маріс Ясс (латис. Māris Jass; 18 січня 1985, м. Даугавпілс, Латвія) — латвійський хокеїст, захисник. Виступає за «Орлі» (Зноймо) в Австрійській хокейній лізі.
Виступав за «Сталкер/Юніорс» (Даугавпілс), «Металургс» (Лієпая), «Лада» (Тольятті), «Славія» (Прага), ХК «Нітра», ХК «36 Скаліца», «Нафтохімік» (Нижньокамськ), «Слован» (Братислава), «Ганновер Скорпіонс», «Буран» (Воронеж), «Вальпелліче», ХК «Хомутов».
У складі національної збірної Латвії учасник чемпіонатів світу 2006, 2010, 2013, 2014 і 2015 (32 матчі, 0+0). У складі молодіжної збірної Латвії учасник чемпіонатів світу 2003 (дивізіон I) і 2005 (дивізіон I). У складі юніорської збірної Латвії учасник чемпіонату світу 2002 (дивізіон I).
Брат: Коба Ясс.
Досягнення
- Чемпіон Латвії (2008)
- Чемпіон Словаччини (2012).
- Володар Континентального кубка (2006).